# Volker Fintelmann
Volker Fintelmann (* 2. Februar 1935 in Berlin) ist ein deutscher Facharzt für Innere Medizin. Er befasst sich schwerpunktmäßig mit Phytotherapie und Anthroposophischer Medizin.

## Leben
Kriegsbedingt besuchte Fintelmann verschiedene Schulen in Berlin, Dresden, Olmütz, Haldensleben und Northeim. Ab der 6. Klasse war er Schüler der Freien Waldorfschule in Hannover. Nach dem Abitur 1955 studierte er Humanmedizin in Tübingen, Berlin, Heidelberg und Hamburg. 1961 wurde er promoviert. Seit 1968 ist er Facharzt für Innere Medizin. Er war Oberarzt und später Leitender Arzt in verschiedenen DRK-Krankenhäusern in Hamburg, von 1986 bis 1997 auch Ärztlicher Direktor und Geschäftsführer. 1978 bis 1989 war er Mitglied der Kommission E. Nach 1985 übernahm er die Betreuung des von Rudolf Fritz Weiss begründeten Lehrbuchs der Phytotherapie, das 2009 in seiner 12. Auflage erschienen ist.
1996 wurde ihm der Titel Professor durch den Senat der Freien und Hansestadt Hamburg verliehen.
Er war 1997 Gründer der Carl Gustav Carus Akademie in Hamburg und ist seitdem im Vorstand des Trägervereins sowie im Akademierat. Seit 2006 ist er Vorsitzender der Arzneimittelkommission der Hufelandgesellschaft. Er ist außerdem Präsident der Deutschen Akademie für Homöopathie und Naturheilverfahren e. V. mit Sitz in Celle. 1990/91 war er auch Vorsitzender der Gesellschaft für Phytotherapie.
Volker Fintelmann hielt seit 1968 mehr als 2.000 Vorträge und veröffentlichte über 150 Publikationen.

## Schriften (Auswahl)
- Experimentelle Untersuchungen zum Eisenstoffwechsel der durchströmten menschlichen Placenta. Hamburg 1961. (Dissertation)
- Die Lebertherapie: Kritische Bestandsaufnahme. Hansisches Verlagskontor, Lübeck 1977.
- mit Hans Georg Menssen, Claus-Peter Siegers: Phytotherapie-Manual. Pharmazeutischer, pharmakologischer und therapeutischer Standard. Hippokrates, Stuttgart 1989. ISBN 3-7773-0952-4
- Praktische Tee-Therapie. Wissenschaftliche Verlags-Gesellschaft, Stuttgart 2005. ISBN 978-3-8047-2204-0
- Der Tod als Höhepunkt des Lebens: Das Ich ist urgesund. Flensburger Hefte, 2005. ISBN 3935679254 (Hörbuch)
- mit Rudolf Fritz Weiss (Begr.): Lehrbuch der Phytotherapie. 12. aktualisierte Auflage, Hippokrates, Stuttgart 2009. ISBN 978-3-8304-5418-2
- Intuitive Medizin: Theorie und Praxis der Anthroposophischen Medizin, 6. Auflage, Haug/Hippokrates, Stuttgart 2016. ISBN 978-3132400795